# NGC 1173
Coordenadas:  03h 03m 57.7s, +42° 23′ 01″
NGC 1173 é um objeto inexistente na constelação de Perseus. O objeto celeste foi descoberto em 17 de dezembro de 1884 pelo astrônomo francês Guillaume Bigourdan.